# Nationalstraße 55 (Algerien)

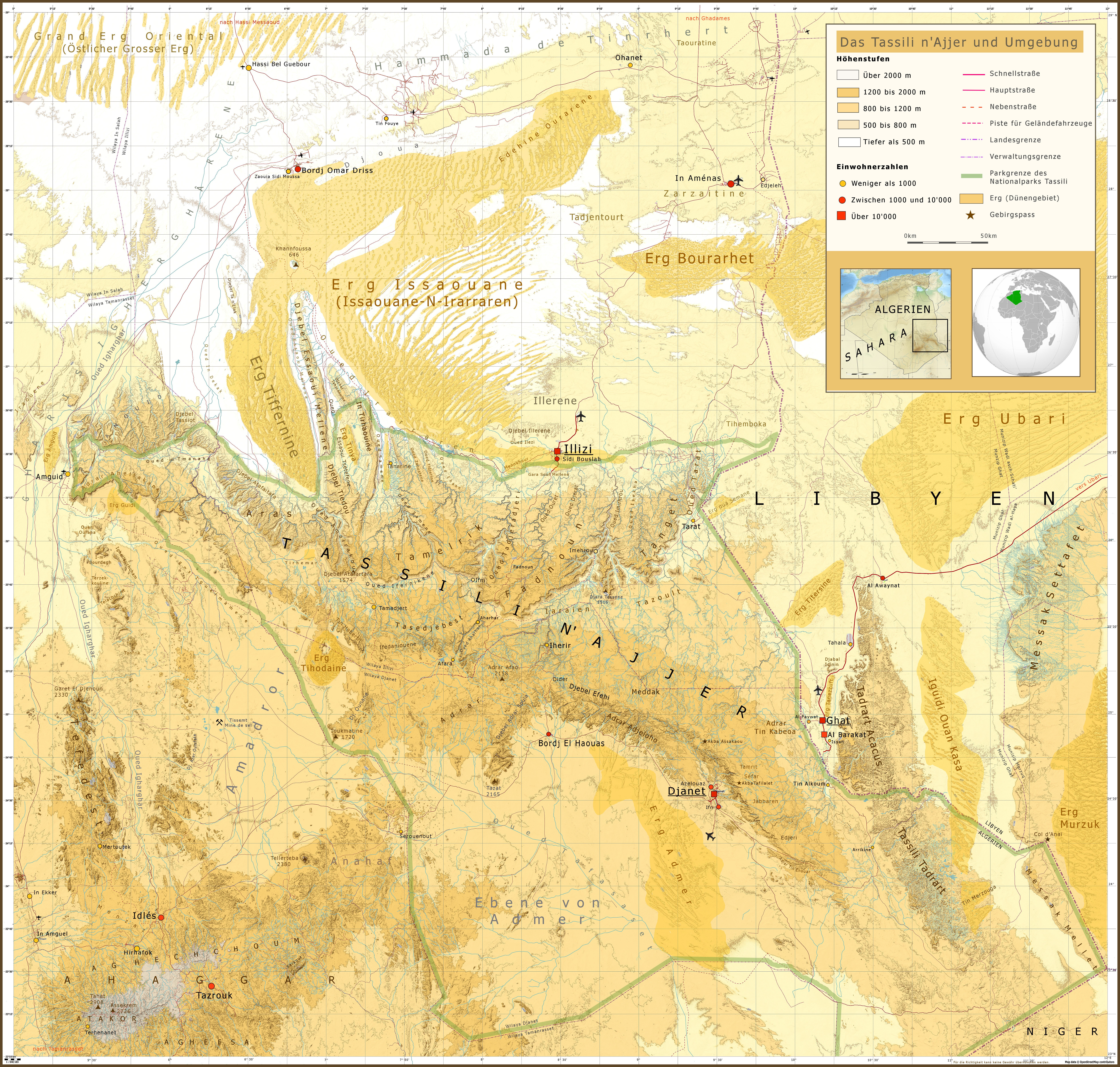
Topografische Karte des Tassili n'Ajjer. Die N 55 verläuft in der unteren Bildhälfte.

Die Nationalstraße 55 oder kurz N 55 ist eine Fernstraße in Algerien. Sie hat ihren nördlichen Endpunkt an der Kreuzung mit der Nationalstraße 3 in Bordj El Haouas in der Provinz Djanet, am Südrand des Tassili n'Ajjer-Gebirges im Nationalpark Parc culturel du Tassili. Sie verläuft in südwestliche Richtung und endet nach 428 km an der Nationalstraße 1 bei In Amguel am Nordrand des Hoggar-Gebirges in der Provinz Tamanrasset.

## Verlauf
Die N 55 verläuft von der Kleinstadt Bordj El Haouas (1090 m) als zweispurige Asphaltstraße Richtung Südosten und erreicht nach 14 km das Dorf Tabakat. Sie quert die Ebene von Admer und umfährt in weitem Bogen den nördlich gelegenen markanten Inselberg Tazat (2090 m). Die Straße biegt nach Westen um und erreicht 88 km nach dem Startort die Abzweigung der Piste, welche Richtung Nordwesten nach Amguid führt und nur mit geländetauglichen Fahrzeugen befahren werden sollte.
Bei dieser Abzweigung biegt die Asphaltstraße nach links und verläuft in südwestliche Richtung. Nach Querung des weiten Tales des Oued Tafassasset passiert die N 55 ein Gebiet mit zahlreichen niedrigen, dunklen Vulkankegeln. Etwa 136 km nach Bordj El Haouas erreicht die Straße das bereits in der Provinz Tamanrasset gelegene ehemalige Fort Serouenout, wo sich ein Militärstützpunkt mit Hubschrauberlandeplatz befindet.
Ab Serouenout verläuft die Straße Richtung Nordwesten und erreicht nach 20 km auf 1220 m die Hauptwasserscheide, welche das Richtung Niger entwässernde Einzugsgebiet des Oued Tafassasset vom Einzugsgebiet des Oued Igharghar trennt, welches Richtung Nordalgerien entwässert. Etwa 20 km nach der Wasserscheide endet die Asphaltstraße, dreht nach Westen und später nach Südwesten und quert als 56 km lange Piste die weite Ebene des Amadror. Der Ausbau als durchgehende Asphaltstraße ist derzeit (Stand 2024) in Arbeit.
Etwa 234 km ab Bordj El Haouas endet die Piste und die zweispurige Asphaltstraße erreicht nach 98 km die am Nordrand des Hoggar-Gebirges gelegene Kleinstadt Idles (1390 m).
Nur 4 km nach Idles zweigt eine Asphaltstraße nach Süden zur 72 km entfernten Kleinstadt Tazrouk ab. Nach weiteren 2 km passiert die Straße das Dorf Tifokraouine und nach weiteren 5 km zweigt nach Nordwesten eine befestigte Straße in das 78 km entfernt in den Teffedest-Bergen gelegene Dorf Mertoutek ab. Das Dorf Hirafok (1470 m) wird nach weiteren 25 km erreicht. Von hier führt eine nur mit geländetauglichen Fahrzeugen befahrbare Piste über den Col de Tihintaghtimt (2330 m) nach Süden zum Assekrem-Pass und weiter nach Tamanrasset.
Ab Hirafok verläuft die N 55 nach Westen, passiert die Dörfer I-n-Talek und Ifragh und mündet nach 67 km in die Nationalstraße 1 (1000 m), wo die N 55 nach 428 km endet. Von hier liegt Tamanrasset 120 km in südliche Richtung entfernt. Etwa 8 km nördlich der Einmündung liegt die Kleinstadt In Amguel.
Der gesamte Straßenverlauf der N 55 weist keine großen Steigungen auf, der höchste Punkt wird mit 1500 m östlich von Hirafok erreicht.

## Infrastruktur
Tankstellen gibt es nur in Bordj El Haouas, in Idles und an der Einmündung der N 55 in die N 1.